# Jürgen Thiemens
Jürgen Eils Thiemens (* 3. Dezember 1895 in Norden; † 6. November 1972 in Leer) war ein deutscher Politiker (SPD).
Thiemens besuchte die Volksschule und absolvierte danach für vier Jahre eine Tischlerlehre. Danach war er die nächsten vier Jahre als Frontsoldat im Ersten Weltkrieg eingesetzt. Nach seiner Rückkehr 1919 wurde er Vorstandsmitglied der SPD im Orts- und Kreisverein. Beruflich bildete er sich mit der Meisterprüfung fort. Von 1925 bis 1933 war er Bezirksvorsteher im Sozialwesen der Stadt Leer, wurde aber 1933 entlassen.
Nach dem Zweiten Weltkrieg wurde er 1945 Mitglied des ernannten Stadtrates und war danach ununterbrochen in der Kommunalpolitik tätig. So wurde er später noch Senator und stellvertretender Bürgermeister der Stadt Leer. Thiemens wurde 1955 in der dritten Wahlperiode in den Niedersächsischen Landtag gewählt, dem er bis zum Ende der fünften Wahlperiode 1967 angehörte.
Am 1. Juli 1965 bekam Thiemens das Bundesverdienstkreuz Erster Klasse verliehen.